# Fockentalbach
Der Fockentalbach ist gut 600 Meter langer Bach am nördlichen Ortsrand von Haisterkirch bei Bad Waldsee.

## Lage
Der Fockentalbach liegt am nördlichen Ortsrand von Haisterkirch und bildet im Bereich Fockental die nördliche Begrenzung der Ortschaft. Sein Oberlauf entspringt am Westhang des Haisterkircher Rückens, wo auch der größte Teil des Bach liegt. Geologisch und hydrologisch betrachtet liegt das Einzugsgebiet des Fockentalbachs in der Bodengroßlandschaft des Altmoränen- und Jungmoränen-Hügellandes und ist der Oberen Süßwassermolasse zuzuordnen. Zudem befindet sich der Fockentalbach östlich der Europäischen Hauptwasserscheide.

## Verlauf
Der Fockentalbach entspringt im Fockental, direkt südlich des asphaltierten Weges. Von dort fließt er geradlinig innerhalb des Baumstreifens am Ortsrand hinunter zur Hittelkofer Straße (K 7933). An der Einbindung des Weges in die K 7933 beginnt seine Verrohrung, die in der Mitte der Einmündung kurz unterbrochen wird, wo der Bach offen fließt. Anschließend unterquert er verrohrt die K 7933 und setzt seinen Lauf geradeaus über das Grünland fort, bis er in die Osterhofer Ach mündet, die hier lokal auch Haisterbach genannt wird.

## Nat. Bachabschnitt NÖ Haisterkirch
Der Fockentalbach bildet hier einen 0,2023 Hektar großen, geschützten und naturnahen Bachabschnitt. Der von Südosten nach Nordwesten verlaufende Fockental Bach ist gegenüber seiner Umgebung etwa 3 bis 4 Meter eingetieft. Besonders am östlichen Ufer schließt an das Bachbett eine relativ flache Talsohle an, gefolgt von der eigentlichen Uferböschung. Beide Ufer sind von einem geschlossenen Gehölzsaum gesäumt, der am östlichen Ufer bis zu 14 Meter breit ist und stellenweise den Charakter eines Feldgehölzes annimmt. Das Biotop wird als Gebiet von lokaler Bedeutung eingestuft und besteht zu einem kleinen Teil (5 %, 0,0101 ha) aus einem naturnahen Abschnitt eines Mittelgebirgsbachs und überwiegend (95 %, 0,1922 ha) aus einem gewässerbegleitenden Auwaldstreifen. Stellenweise sind Uferverbauungen mit Natursteinen vorhanden.
Im Biotop wurden folgende Arten festgestellt: Gewöhnliche Hasel (Corylus avellana), Gewöhnliches Pfaffenkäppchen (Euonymus europaeus), Gewöhnliche Esche (Fraxinus excelsior), Rote Heckenkirsche (Lonicera xylosteum), Ährige Teufelskralle (Phyteuma spicatum agg.), Vielblütige Weißwurz (Polygonatum multiflorum), Große Schlüsselblume (Primula elatior), Vogel-Kirsche (Prunus avium), Gewöhnliche Traubenkirsche (Prunus padus), Himbeere (Rubus idaeus), Schwarzer Holunder (Sambucus nigra), Tag-Lichtnelke (Silene dioica) und Gewöhnliche Vogelbeere (Sorbus aucuparia). Zudem wurde der Wollige Schneeball (Viburnum lantana) nachgewiesen.